# 堀越義章
堀越 義章（ほりこし よしあき）は、まちづくり活動家，都市計画家。
専門分野：まちづくり活動，都市計画。株式会社 KSK 計画 調査計画部長。早稲田大学理工学部特別研究員。都市・地域研究所研究員、理工学総合研究センター元特別研究員・NPO法人田園生活を支援する会副理事長。日本大学大学院理工学研究科講師。(株)地域計画連合参与。

## 経歴等
1962年、日本大学第二工学部（現・日本大学工学部）建築学科卒業。1975年、技術士建設部門（都市及び地方計画）取得。
1978年（株）地域計画連合代表取締役。1983 立正大学文学部講師。1988 （財）足立区まちづくり公社専門員。
1992年、早稲田大学大学院理工学研究科博士後期課程修了 学位（博士（工学））取得。
1994年、日本大学大学院講師。1996年、早稲田大学大学院講師。1998年、社団法人日本都市計画学会事務局長。2008年、株式会社 KSK 計画 調査計画部長。

## 活動実績
- 足立区都市景観審議会委員
- 世田谷区地域整備方針委員会委員
- 日野市都市計画マスタープラン策定委員会委員
- 西東京市都市計画マスタープラン策定委員会委員
- 西東京市総合計画策定委員会委員

## 著書
- 「農山村地域における環境保全にかかわる問題点と長期的課題」環境情報科学
- 「東北地方の小都市における市街地に関する研究」早稲田大学
- 「事例：多自然居住地域の創造」共著 ぎょうせい

## 作品
- 宮城県亘理町商店街整備計画（宮城県・東北開発公庫優秀賞）
- 佐賀県東部工業団地基本計画・基本設計（環境庁，優秀賞）

## 受賞状況
- IFTP 国際学生コンペ「国内審査委員会賞」受賞
- 足立区長より「まちづくり功労賞」受賞